# Дан Русије
Дан Русије (рус. День России, Den' Rossii), познат под називом Дан усвајања декларације државног суверенитета РСФСР (рус. День принятия Декларации о государственном суверенитете РСФСР, Den' prinyatia Declaratsii o gosudarstvennom suvernitete RSFSR), је државни празник Русије. Обележава се сваке године 12. јуна од 1992. у част усвајања декларације о државном суверенитету Руске Совјетске Федеративне Социјалистичке Републике 12. јуна 1990. Доношење ове декларације Првог конгреса народних посланика означило је почетак уставне реформе у руској совјетској држави.

## Историја
Отварање места председника Руске Федерације и усвајањем новог устава који одражава нову политичку стварност, национална застава, химна и амблем Руске Федерације били су главни оријентири у консолидацији руске државности. Ново име земље усвојено је 25. децембра 1991. Године 1992. Врховни Совјет Русије прогласио је 12. јун националним празником. Указом председника од 2. јуна 1994. датум је поново проглашен националним празником. Према наредном председничком указу 16. јуна 1998, празник је званично назван Дан Русије. Године 2002, нови закон о раду званично је прихватио овај назив.
Руски ставови према овом празнику су подељена. Према фонду јавног мњења, 12. јуна 45% Руса сматра га празником. Значајно је да се број грађана који овај дан доживљавају као празник током времена знатно повећао. На пример, 2005. само 15% Руса га је назвало празником, а 2014. 29%. Истовремено, број људи који добијају слободан дан за његово обележавање је знатно опао: 2005. та бројка је износила 73%, 2014. 60%, а до 2015. пала је на 42%.
Године 2019. самопроглашена Доњецка Народна Република прогласила је Дан Русије државним празником.
За прославу 2020. у Кирову, од 1. јуна, одржан је #WeRussia (рус. #МыРоссия), у коме могу да учествују људи певајући химну Руске Федерације, забележивши овај наступ на видео снимку, и ставивши га на друштвене мреже. Од првог дана лета могу учествовати у изазову #RussianRhymes: читају видео песме руских класика и објављују на друштвеним мрежама. Од 5. до 12. јуна одвијала се акција Windows of Russia: украшавање прозора, балкона и фасада стамбених зграда симболима земље. Од 8. до 12. јуна, становници Кирова могли су да се придруже промоцијама Welcome to Russia и Russia in the lens на званичним страницама клубова у заједници и центара локалне активности. Истих датума одржани су изазови:  #Russian word: читање песама и одломака из дела домаћих писаца и „Волим те, Русијо, волим те, Киров”, читање песама посвећених земљи и граду. Истог датума могло се учествовати у #Chitricolor Challenge.

## Обичаји
Људи могу да присуствују концертима и ватрометима који се одржавају у многим градовима широм земље. Истакнути руски писци, научници и хуманитарни радници добијају државне награде од председника државе. Већина јавних канцеларија и школа 12. јуна су затворени. Ако датум падне за викенд, државни празник се помера за следећи понедељак.
Међутим, многи Дан Русије виде само као слободан дан. Док обележава распад Совјетског Савеза, некима доноси горка сећања зато што је он довео до озбиљне незапослености, високог криминала и сиромаштва у Русији и другим бившим совјетским републикама.
Године 2002. око 5000 представника из целе земље учествовало је у такмичењу од Тверске улице до Мањежног трга. Године 2003. врхунац Дана Русије био је аеромитинг, у који су били укључени акробатски тимови Russian Knights и Swifts. Авиони Сухој и Микојан оставили су траг формирајући руску заставу. На Црвеном тргу одржана је 12. јуна 2004. историјска војна парада. Њени припадници, војници руске војске и представници 89 региона, обучени у народне ношње, представили су публици најзначајније прекретнице историје. Године 2007.  прославе су се одржавале у стотинама градова. На пример, у Краснојарској акцији хиљаде људи у белој, плавој и црвеној одећи формирало је више од километра дугу тробојку.
Дан Русије 2008. славио се три дана 11—14. јуна. У Томску је Дрвени карневал приказао огромну дрвену руску рубљу, сто пута већу од новчића. У Самари су ентузијасти обновили снаге Кузме Мињина и Дмитрија Пожарског 1612. Пољско-руског рата. У Москви је празник обухватио тросатни концерт и закључио шестомесечно такмичење над „Седам чудеса Русије”.
Године 2009. становници Волгограда формирали су мапу земље која се простире на 127 квадратних метара. У Севастопољу су младићи прошли кроз центар града носећи 30-метарску заставу Русије. У Москви је тог дана на Тргу револуције насликана двометрашка лутка. По први пут на Останкинском ТВ торњу истакнута је државна застава.

## Назив
Према неким истраживањима, многи прихватају да је овај празник руски Дан независности, али празник никада није имао такво име у званичним документима. Према истраживању Левада центра у мају 2003, 65% испитаника именовало је празник као Дан независности Русије.